# القنب الهندي في زيمبابوي
يُعدّ تعاطي أو بيع القنب الهندي في زيمبابوي أمرًا غير قانونيًا باستثناءِ الاستخدام الطبي المرخص؛ ويمكن معاقبة المتاجرين في مثل هذهِ المواد بالسجنِ لمددٍ قد تصلُ إلى 12 سنة.

## الإصلاح
بحلول 27 نيسان/أبريل 2018؛ أصبحت زيمبابوي ثاني دولة أفريقية تُقنِّن الماريجوانا للأغراض الطبية والعلمية.  وكان موقع بيزنس ريبورت قد نشرَ في 30 نيسان/أبريل 2017 – أي قبل عامٍ كاملٍ من صدور قرار التقنين – بيانًا صحفيًا قد يُعدّ تقريرًا أو مجموعة نصائح للحكومة بعنوان «كيف يُسمح الآن للزيمبابويين بالتقدمِ بطلبٍ للحصول على تراخيص لزراعة الحشيش على وجه التحديد لأغراض طبية وبحوثية».
لقد أصدرَ وزير الصحة في البلاد ديفيد بارينياتوا السياسات الجديدة لترخيص استعمال القنّب الهندي من قِبل الأفراد والمؤسسات على حدٍ سواءٍ؛ حيث بيَّن أنَّ مدة التراخيص لا تتجاوزُ الخمس سنوات وقابلةٌ للتجديدِ مما يسمح للمزارعين بامتلاك وبيع ونقل القنب في أشكال مجففة وزيتية. وردَ في السياسات الجديدة أيضًا ضرورة تحديدِ المتقدمين – للحصول على الترخيص – تحديد الخُطط لموقعِ النمو بالإضافة إلى كمية الإنتاج والبيع بالإضافة إلى فترةِ الإنتاج، ويتمتَّعُ وزير الصحة بصلاحية عدم الموافقة على الترخيص في حالةِ ما كانت هناك مخاطر تتعلق بالصحة العامة والأمن.
ذكرت صحيفة زيمبابوي ميل أن وزراء البرلمان مارسوا ضغوطًا من أجل تخفيض رسوم الترخيص البالغة 50 ألف دولار المفروضة على المزارعين إذا كانوا يرغبون في إنتاج القنب تجاريًا؛ ووفقا لهؤلاء المشرعين فإن الرسوم باهظة وستُعقّد عمل المزارعين الفقراء في مزارع مثل مقاطعة بينجا الذين يزرعون الماريجوانا بطريقة غير مشروعة. بالعودة إلى عام 2017؛ أشار وزيرُ التخطيط الاقتصادي وتشجيع الاستثمار الدكتور أوبرت مبوفو إلى أنَّ شركة كندية تقدمت بطلب لزراعة القنب الطبي في زيمبابوي مشيرًا إلى أن الحكومة تدرسُ بجديّةٍ الطلب.